# Rudolf Koelman

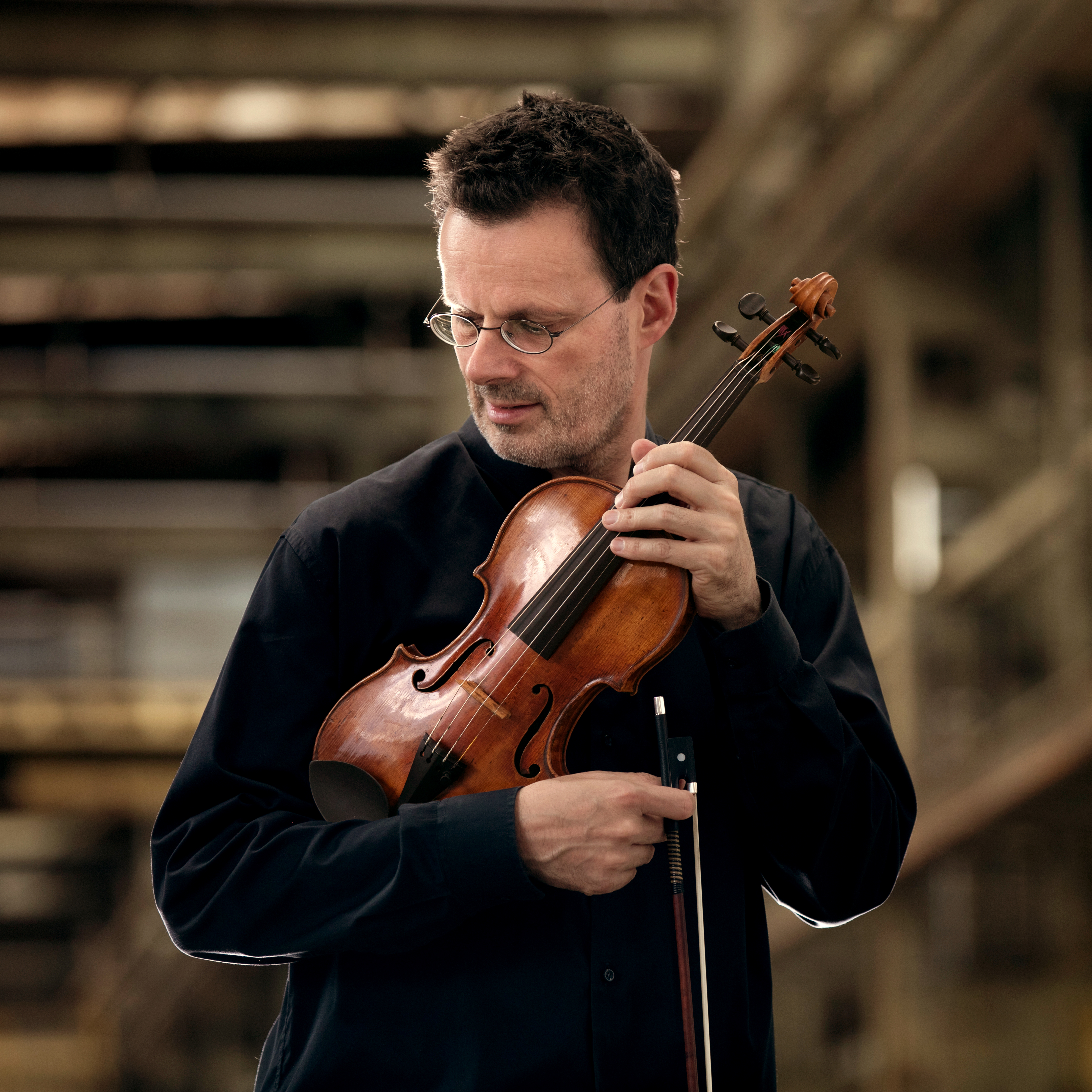
Rudolf Koelman 2017

Rudolf Koelman (Amsterdam, 1959) is een Nederlandse violist.

## Levensloop
Rudolf Koelman studeerde achtereenvolgens bij Jan Bor, Herman Krebbers en Jascha Heifetz. Hij was concertmeester van het Koninklijk Concertgebouworkest van 1996 tot 1999. Sinds 1987 is hij docent aan de Zürcher Hochschule der Künste (ZHdK) in Zwitserland. Hij is een veelgevraagd solist, jurylid en gastdocent. Koelman maakte talrijke cd-opnamen, onder andere van de drie sonates van Johannes Brahms, de belangrijkste werken van Fritz Kreisler en een live-opname van de 24 capricci van Niccolò Paganini.
Zijn CD met de 2 Vioolconcerten van Niccolò Paganini op het label Challenge Classics won een Edison Award als de meest populaire klassieke CD in Nederland 2010.

## Instrumenten
Koelman bespeelt een G.F. Pressenda-viool uit het jaar 1829 een Jaap Bolink-viool uit het jaar 1984 en de "Ex Woolhouse" Stradivarius-viool uit het jaar 1720

## Muziekprofessoraten

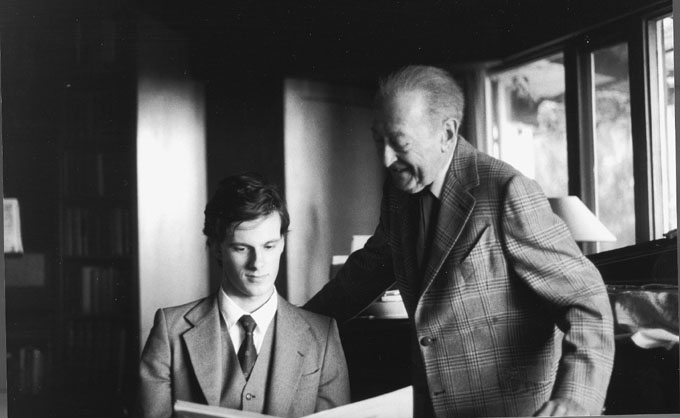
Rudolf Koelman en Jascha Heifetz (Los Angeles 1979)

Koelman was docent aan het Landeskonservatorium für Vorarlberg in Oostenrijk van 1984 t/m 1989, aan het Konservatorium Winterthur in Zwitserland van 1987 t/m 1998, aan de Robert-Schumann-Hochschule in Düsseldorf van 2000 t/m 2005 en vanaf 1987 is hij Professor aan de Zürcher Hochschule der Künste. Ook geeft hij regelmatig masterclasses in Australië, Griekenland, Italië, Nederland, Israël en Zwitserland.

## Solist
Als solist speelde Koelman onder andere met het Amsterdams Philharmonisch Orkest (Nederland), Berner Symphonieorchester (Zwitserland), Bruckner Orchester Linz (Oostenrijk), Concertgebouw Kamerorkest (Nederland), Combattimento Consort Amsterdam (Ned.), Fremantle Chamber Orchestra (Australië), Haydn Synfonietta Wien (Oost.), Innsbrucker Symphonieorchester (Oostenrijk), Kölnisches Rundfunkorchester WDR (Duitsland), Korean Broadcasting System Symphony Orchestra KBS (Zuid-Korea), Orchestre de Chambre de Lausanne (Zwitserland), Orchestra Sinfonico Siciliana OSS (Italië), Radio Kamer Orkest en Radio Philharmonisch Orkest (Nederland), Koninklijk Concertgebouworkest (Nederland), Stuttgarter Philharmoniker (Duitsland), Südwestdeutsche Philharmonie (Duitsland), Tokio Philharmonic (Japan) en het Zürcher Kammerorchester (Zwitserland).
Als solist, concertmeester en kamermuzikant trad hij op met: Atar Arad, Joshua Bell, Douglas Boyd, Ronald Brautigam, Rudolf Buchbinder, Ricardo Chailly, Sir Colin Davis, Richard Dufallo, Thomas Demenga, Youri Egorov, Chiara Enderle, Dmitri Ferschtman, Liza Ferschtman, Sir John Eliot Gardiner, Nikolaus Harnoncourt, Philippe Herreweghe, Godfried Hoogeveen, Heinz Holliger, Mariss Jansons, Alexander Kerr, Ulrich Koella, Ton Koopman, Hartmut Lindemann, Radu Lupu, Orfeo Mandozzi, Frédéric Meinders, Shlomo Mintz, Viktoria Mullova, Roger Norrington, Antoine Oomen, Gyorgy Pauk, Thomas Riebl, Nathaniel Rosen, Paul Rosenthal, Kurt Sanderling, Wolfgang Sawallisch, Markus Stocker, Jan Willem de Vriend, Raphael Wallfisch, Thomas Zehetmair, Frank Peter Zimmermann, Jaap van Zweden, Conrad Zwicky en vele anderen.

## Discografie
- J.S. Bach, Eugène Ysaÿe, Edvard Grieg: 3 sonates (Grieg met Ferenc Bognàr) 1984 (LP)
- Rudolf Koelman spielt seine lieblingszugaben: 16 virtuoze composities met Ferenc Bognàr ORF 1986 (LP-CD)
- Camille Saint-Saëns, Pablo de Sarasate: Introduction et Rondo Capriccioso, Zigeunerweisen met Stadtorchester Winterthur, 1988
- Jules Conus: vioolconcert e klein (live) Take One records 1990
- Fritz Kreisler: 16 Masterpieces, met Ulrich Koella, ARS Schumacher Produktion 1991
- Johannes Brahms: 3 vioolsonates, met Antoine Oomen, ARS Schumacher Produktion 1991
- Johannes Brahms, Gustav Mahler, Alfred Schnittke Pianokwartetten, Wiediscon 1994
- Sergej Prokofjev: 2 vioolsonates, met Antoine Oomen, ARS Schumacher Produktion 1993
- Antonio Vivaldi: Le Quattro Stagioni, ARS Schumacher Produktion 1995
- Niccolò Paganini: 24 capricci, (live) Wiediscon 1996 & Hänssler Classics 2004
- Jean-Marie Leclair: 6 duosonates met Henk Rubingh, 1998
- The Magic of Wood met 15 instrumenten van Roberto Regazzi Dynamic & Florenus 2005
- W.A. Mozart: 2 duo's viool/altviool met Conrad Zwicky, Wiediscon 2007
- Henryk Wieniawski: Vioolconcert Nr.2, d groot Camille Saint-Saëns: Intr. et Rondo Capriccioso, Havanaise, Fremantle Chamber Orchestra/Jessica Gethin
- Niccolò Paganini: Vioolconcerten Nr.1 & Nr.2, Netherlands Symphony Orchestra/Jan Willem de Vriend Challenge Classics CC72343 winnaar Edison publieksprijs 2010
- Ernest Chausson: Poeme Op. 25 Maurice Ravel: Tzigane Pablo de Sarasate: Zigeunerweisen Pjotr Iljitsj Tsjaikovski: Souvenir d'un lieu cher Op. 42, Fremantle Chamber Orchestra / Jessica Gethin, Christopher van Tuinen, Rubato Productions "10 years FCO" 2015
- Sergej Prokofjev: Vioolconcerten Nr.1 & Nr.2, Musikkollegium Winterthur/Douglas Boyd Challenge Classics CC72736 2017
- Saint-Saëns | Glazunov, met Sinfonietta Schaffhausen o.l.v. Paul Haug, Challenge Records 2023